# Achelous brevimanus
Achelous brevimanus is een krabbensoort uit de familie van de Portunidae. De wetenschappelijke naam van de soort is voor het eerst geldig gepubliceerd in 1895 door Faxon.